# Cromatografía en capa fina

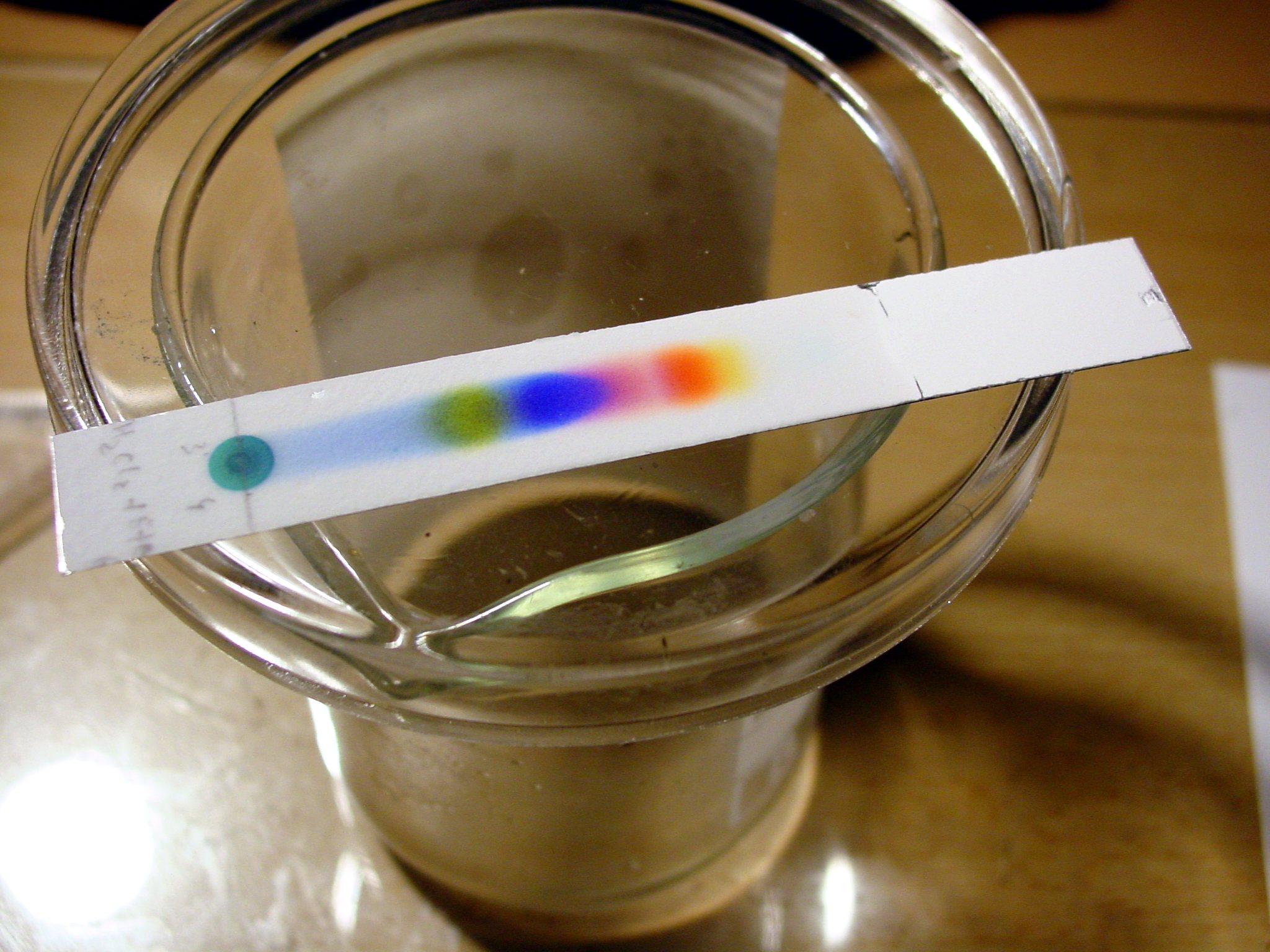
Tinta negra siendo separada en una placa de CCF

La cromatografía en capa fina (CCF) es una técnica cromatográfica que utiliza una placa inmersa verticalmente en una fase móvil (eluyente).  Esta placa cromatográfica consiste en una fase estacionaria polar (comúnmente se utiliza sílica gel) adherida a una superficie sólida. La fase estacionaria es una capa uniforme de un absorbente mantenido sobre una placa, la cual puede ser de vidrio, aluminio u otro soporte. 
Está técnica deriva de los trabajos del farmacéutico alemán Egon Stahl (1924-1986), que la presentó en 1956.

## Aplicación de las muestras
Los productos a examinar se disolverán, cuando sea posible, en un disolvente orgánico que tenga un punto de ebullición lo suficientemente bajo para que se evapore después de la aplicación, lo más común es usar acetona. Frecuentemente se emplean disoluciones al 1%, de manera que al aplicar 2 ml resulta en la carga 20 mg de producto sólido. Muchos reactivos de revelado llegan a detectar 0,1 mg de material; por esto con esta carga puede llegarse a observar un 5% de impurezas.
Existe una gran variedad de micropipetas y microjeringuillas para realizar el proceso de siembra de la muestra a analizar. También pueden usarse tubos capilares. El proceso de siembra se realiza tocando con la punta del capilar (micropipeta, etc.) sobre la placa preparada, dejando una distancia al borde inferior de un centímetro aproximadamente. El punto de aplicación de la muestra se denomina toque.
Una vez colocado el toque se deja secar para evaporar el disolvente, de forma que en la placa solo quedará la muestra a analizar.

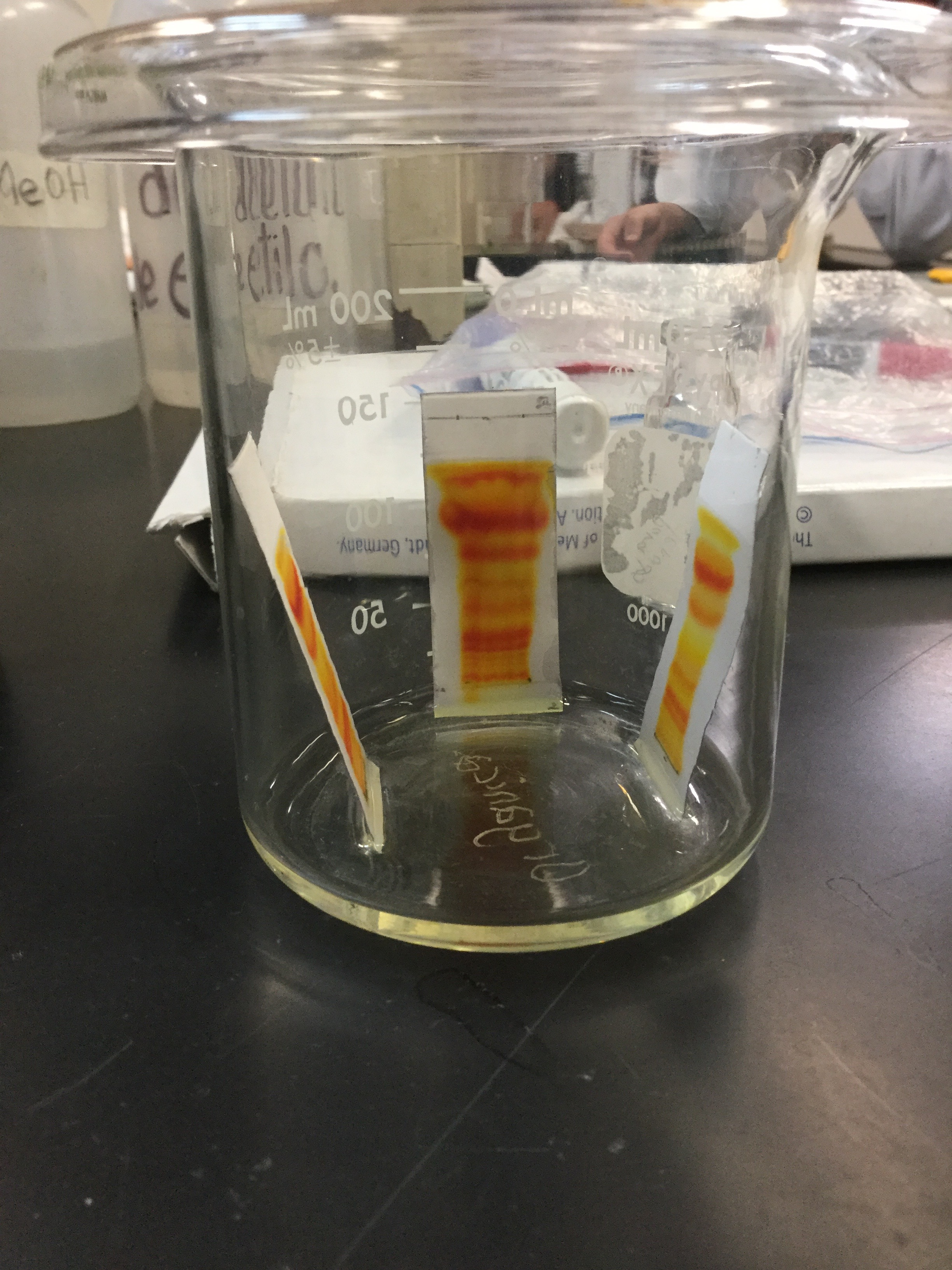
Cromatografía en capa fina de B-carotenos.

## Elección del eluyente
La elección del eluyente depende del componente a separar y del material en que la separación se lleva a cabo. Para la selección del eluyente, puede ensayarse previamente la cromatografía en capa fina con distintos disolventes y unas muestras patrón.
Principales eluyentes en orden creciente de polaridad:
- Éter de petróleo
- Éter dietílico
- Ciclohexano
- Tetracloruro de carbono†
- Acetato de etilo
- Piridina†
- Cloroformo†
- Diclorometano†
- Benceno†
- Etanol
- Metanol
- Agua
- Ácido acético

† compuestos cancerígenos.
En la elección del eluyente influyen varios factores:
- Precio.
- Pureza.
- Volatilidad.
- Presencia de trazas de metales (catalizadores).

La elección del eluyente se realiza de forma empírica. Hay que estudiar la polaridad del componente y probar con eluyentes cada vez más polares.
1. Toque de la muestra sin aplicar ningún eluyente.
2. Aplicando un eluyente poco polar.
3. Aplicando un eluyente más polar.

Al aplicar en primer lugar eluyentes poco polares, podemos seguir utilizando la misma placa para aplicar otros eluyentes más polares, hasta dar con el más apropiado.
Otra técnica para realizar la elección del eluyente consiste en sembrar varias muestras suficientemente distanciadas, y aplicar con un tubo capilar distintos eluyentes sobre el centro de cada muestra. Esto permite desarrollar cada eluyente radialmente por capilaridad, de forma que se aprecie el eluyente con el cual la separación se realiza de una manera más eficaz.

## Desarrollo de la cromatografía
El desarrollo de los cromatogramas en capa fina se realiza normalmente por el método ascendente, esto es, al permitir que un eluyente ascienda por una placa casi en vertical, en una cubeta, por la acción de la capilaridad. Generalmente el eluyente se introduce en la cámara una hora antes del desarrollo y se impregnan las paredes para conseguir la máxima saturación posible de la atmósfera de la cámara. El tiempo de desarrollo, por lo general, no llega a los 30 minutos. El tiempo de una cromatografía cualitativa suele ser de un par de minutos, mientras que el tiempo de una cromatografía preparativa puede llegar a un par de horas.
Las placas pueden desarrollarse durante un tiempo prefijado, o hasta que se alcance una línea dibujada a una distancia fija desde el origen. Esto se hace para estandarizar los valores de RF. Frecuentemente esta distancia es de 10 cm, ya que parece ser la más conveniente para medir valores de RF. Después del desarrollo, las placas pueden secarse rápidamente con una corriente de aire caliente.
La mejor posición de desarrollo para un componente es el punto medio entre el origen y el frente del eluyente, ya que permite separar las impurezas que se desplazan con mayor y menor velocidad. El frente del eluyente nunca debe llegar a tocar el borde de la placa.

## Localización de sustancias
Si los compuestos separados no son coloreados es necesario revelar la posición de dichos compuestos, para ello existen dos tipos de métodos:
Métodos químicos.
Métodos físicos.

### Métodos químicos
Consisten en la reacción química entre un reactivo revelador y los componentes separados, para lo cual se pulveriza la placa con los reactivos reveladores.
Generalmente se utiliza como reactivo revelador yodo, que forma complejos coloreados con los componentes orgánicos (con tonos amarillo-marrón), pero las manchas desaparecen con el tiempo con lo que es conveniente señalar las manchas aparecidas.
Otro reactivo revelador bastante utilizado es el ácido sulfúrico, que reacciona con los componentes orgánicos produciendo manchas negras tras ser carbonizadas. También es útil el permanganato potásico, que deja unas manchas de color amarillo. El tamaño de las manchas no está relacionado con la cantidad de componente separado.
Además de estos reveladores generales, existen otros específicos:
- 2,4-dinitrofenilhidracina (para aldehídos y acetonas).
- Verde de bromocresol (para ácidos carboxílicos).
- Para-dimetilaminobenzaldehido (para aminas).
- Ninhidrina (para aminoácidos).

### Métodos físicos
El más común consiste en añadir al absorbente un indicador fluorescente, de tal forma que al colocar la placa bajo una lámpara ultravioleta, y dependiendo del indicador y de la longitud de onda, aparecen manchas fluorescentes en las zonas en las que hay componentes, o en otros casos aparece toda la placa fluorescente excepto donde hay componentes.
Algunos compuestos poseen cierta fluorescencia (aunque no es normal) con lo que pueden ser detectados directamente en una lámpara de ultravioleta.

## ConstantesRFy Rx
La constante RF (Ratio of Front) es simplemente una manera de expresar la posición de un compuesto sobre una placa como una fracción decimal, mide la retención de un componente. Se define como:
RF= Distancia de la muestra desde el origen/Distancia del eluyente desde el origen
La distancia recorrida por el compuesto se mide generalmente desde el centro de la mancha, los cálculos se simplifican si el denominador es 10. Para que los RF sean reproducibles deben fijarse una serie de condiciones (espesor de la placa, fase móvil, fase estacionaria, cantidad de muestra). El máximo valor de RF que se puede alcanzar es de 1, lo ideal es un RF entre 0.55 y 0.7.
Para averiguar si dos compuestos son iguales, se colocan ambos sobre la misma placa y se aplican varios eluyentes. Se calculan los RF y si son distintos, puede deducirse con toda seguridad que no se trataba del mismo compuesto. Por el contrario si los RF son iguales los compuestos pueden ser iguales o no.
Si se sospecha que dos compuestos son muy parecidos, se eluyen sobre la misma placa con el mismo eluyente u otros de menor polaridad, hasta apreciar una separación mínima. En este caso no se pueden usar reveladores químicos, ya que alterarían los compuestos, sino indicador ultravioleta.
También se puede operar de la manera siguiente: se selecciona un compuesto (X), que tenga una posición de desarrollo adecuada; todos los demás compuestos sobre la placa se relacionan con este.
De esta manera se obtiene el RX:
Rx= Distancia recorrida por el compuesto de referencia (X) /Distancia recorrida por el eluyente